# Бландон, Марио
Марио Роландо Бландон Артика (исп. Mario Rolando Blandón Artica) — гондурасский футболист, нападающий. В прошлом, игрок сборной Гондураса.

## Карьера
Большую часть карьеры провёл в составе клуба «Мотагуа». В сезоне 1973/74 был одним из основных игроков команды, проведшей 33 матча подряд без поражений и стал одним из лучших бомбардиров чемпионата страны. По состоянию на 2017 год занимает седьмое место в списке лучших бомбардиров в истории «Мотагуа».
В составе сборной Гондураса участвовал в матчах отборочного турнира к чемпионату мира 1974.

## Достижения
Мотагуа:
- Чемпион Гондураса: 1970/71, 1973/74